# Shacobia Shaunte Barbee
Shacobia Shaunte Barbee (Murfreesboro-Tennessee, USA, 9 de agosto de 1994) es una jugadora de baloncesto de Norteamérica.

## Biografía
Jugadora de baloncesto profesional, en la posición de Escolta-Alero. Muy valiosa, porque es muy polivalente, y puede jugar en varias posiciones. Mide 1,80 m de altura.
Figuró en quinta posición en el listado de las 10 jugadoras con más impacto en la Liga Femenina.

## Clubes
- 2011/2012 Riverdale Higt School, Murfreesboro.
- 2012/2016 Universidad de Georgia (NCAA).
- 2016: Seleccionada en la tercera ronda del Draf por New York Liberty (WNBA).[4]
- 2016/2017 Universitario de Ferrol.
- 2017/2018 Mann-Filter Casablanca (Zaragoza).
- 2019/2020 Nissan Al-Qazeres Extremadura.
- 2020/2021 Araski AES (Vitoria).[5][6]